# Cornelia Sharpe
Cornelia Sharpe (Selma, 3 ottobre 1943) è un'attrice ed ex modella statunitense.

## Biografia
Dopo aver lavorato per un certo periodo come modella, ha debuttato come attrice accanto a Raquel Welch e Jodie Foster nel film drammatico La bomba di Kansas City (1972). Ha avuto un ruolo importante accanto ad Al Pacino in Serpico (1973) così come nel thriller d'azione Le mele marce (1974) con Peter Fonda.

## Filmografia parziale
- La bomba di Kansas City (Kansas City Bomber), regia di Jerrold Freedman (1972)
- Serpico, regia di Sidney Lumet (1973)
- Mani sporche sulla città (Busting), regia di Peter Hyams (1974)
- Le mele marce (Open Season), regia di Peter Collinson (1974)
- Il misterioso caso Peter Proud (The Reincarnation of Peter Proud), regia di J. Lee Thompson (1975)
- Il prossimo uomo (The Next Man), regia di Richard C. Sarafian (1976)
- S.H.E. - La volpe, il lupo, l'oca selvaggia (S.H.E: Security Hazards Expert), regia di Robert Michael Lewis (1980)
- Venom, regia di Piers Haggard (1981)